# Tożawa
Tożawa (biał. Тожава; ros. Тожево) – chutor na Białorusi, w obwodzie brzeskim, w rejonie łuninieckim, w sielsowiecie Bostyń, przy drodze republikańskiej .